# Domani (Articolo 31)
Domani è una canzone del duo hip hop italiano Articolo 31. Il brano è il terzo singolo estratto dall'album Così com'è del 1996.

## Descrizione
Il brano racconta una storia d'amore finita del cantante J-Ax. La voce femminile che canta insieme a J-Ax è quella di Paola Folli. È in assoluto il singolo di maggior successo degli Articolo 31, tanto da diventare uno dei tormentoni più gettonati nel 1996.
Nel 2017 DJ Jad insieme alla cantante  pugliese Tiziana Muciaccia, voce femminile, e da una crew ribattezzati come i nuovi Articolo 31 ha registrato a Barletta una versione moderna di Domani.
Nel 2020 partecipa al concorso radiofonico I Love My Radio, a cui hanno preso parte in totale 45 canzoni.